# Häran (söder om Rosala, Kimitoön)
Häran är en ö i Finland. Den ligger i Norra Östersjön eller Skärgårdshavet och i kommunen Kimitoön i den ekonomiska regionen  Åboland i landskapet Egentliga Finland, i den sydvästra delen av landet. Ön ligger omkring 77 kilometer söder om Åbo och omkring 150 kilometer väster om Helsingfors. Häran ligger 5 meter över havet.
Öns area är 1,6 hektar och dess största längd är 210 meter i öst-västlig riktning.